# Milesia
Milesia es un género de foraminífero bentónico considerado homónimo posterior de Milesia Latreille, 1804, y sustituido por Milesina de la subfamilia Discorbinellinae, de la familia Discorbinellidae, de la superfamilia Discorbinelloidea, del suborden Rotaliina y del orden Rotaliida. Su especie tipo era Milesia differens. Su rango cronoestratigráfico abarcaba el Holoceno.

## Clasificación
Milesia incluye a la siguiente especie:
- Milesia differens